# Eleazar Mora
Eleazar Mora (Caracas, 22 de octubre de 1958) es un músico y cantante venezolano. 

## Biografía
Estudió primaria en el Instituto Educacional Mediterráneo y la Escuela Experimental Venezuela. Sus estudios de bachillerato fueron entre el Liceo Andrés Bello, el Liceo Luis Cárdenas Saavedra, el Liceo Fernando Peñalver y el Liceo Gustavo Herrera. Posteriormente, se graduó en Ingeniería Mecánica en la Universidad Simón Bolívar.
Sus primeras participaciones artísticas fueron en el colegio, luego con El Grupo Criollo de la USB. Con ellos realizó conciertos en diferentes salas de Venezuela. Posteriormente, se une al Grupo Tradiciones, con el cual llegó a presentarse en la Sala Cantv, Teatro de la Opera de Maracay, con esta agrupación ganó un Guaicaipuro De Oro.
Con Nélson Albornoz, decide hacer un CD junto al productor Freddy León. De ahí resultó su primer trabajo discográfico, Recordando a Latinoamérica.
Su segunda producción musical, Bella Italia, fue de la mano de Pedro Mauricio González inspirada tenores y fue completamente en italiano. Este disco fue grabado en la Sala Ríos Reyna del Teatro Teresa Carreño con integrantes de la Orquesta Filarmónica Nacional de Venezuela.
Venezuela habla cantando, es una producción con la Orquesta Sinfónica de Venezuela con instrumentos típicos de la música venezolana (cuatro, maracas) fusionados con el piano, guitarra y instrumentos de percusión dando origen a valses, boleros, pasajes y merengues.
Simón, una orquesta, una voz, fue grabado los estudios de Tomas Cardona y producido por Pedro Mauricio González, hace un homenaje a Simón Díaz. Con esta producción obtuvo el reconocimiento de plata en el  Global Music Awards.
Javier Solis, una orquesta, una voz, fue producido por Pedro Mauricio González, mezclado por Keith Morrinson y masterizado por Andrés Mayo. En esta producción se logró un grupo de músicos de orquesta quienes le dieron vida a algunos temas del artista mexicano Javier Solis, como Entrega total, El loco, Y háblame, Ojitos Locos, Lloraràs, llorarás, La entrega, Cuando tù me quieras, Sombras, Sabrás que te quiero y La clave azul.